# Scirpus hattorianus
Scirpus hattorianus är en halvgräsart som beskrevs av Tomitaro Makino. Scirpus hattorianus ingår i släktet skogssävssläktet, och familjen halvgräs. Inga underarter finns listade i Catalogue of Life.